# 塞尔吉乌什·沃乌恰涅茨基
塞尔吉乌什·沃乌恰涅茨基（波蘭語：Sergiusz Wołczaniecki，1964年11月9日—），波兰男子举重运动员。他曾代表波兰参加1992年夏季奥林匹克运动会举重比赛，获得男子90公斤级银牌。